# 龍運巴士N42P線
龍運巴士N42P線是一條已取消的的巴士路線，由上水站單向前往機場（地面運輸中心），途經上水市中心及大埔後直接前往香港國際機場。與主線N42A相比，N42P線在北區只在上水站一帶設站，並不途經粉嶺，及不設任何分段收費。

## 歷史
- 2013年7月12日：特別班次N42P線投入服務，於04:30由上水鐵路站開出，並途經大埔區以舒緩沿途因客滿而無法上車的乘客的需求，該班次服務至同年8月25日[1]。
- 2015年7月12日：N42P線重投服務並成為常規路線，開車時間改為04:15一班[2]。
- 2020年8月1日：受2019冠狀病毒病疫情影響，N42P線暫停服務。[3]
- 2022年11月28日:N42P基於客量偏低，取消服務[4]。

## 服務時間及班次
- 每日上水站開：04:15

## 收費
全程：$30.1
| - 本線設有12歲以下小童及65歲或以上長者半價優惠。 - 65歲或以上香港居民使用「樂悠咭」，以及12歲以下合資格殘疾兒童使用「殘疾人士身份」個人八達通繳付車資，均可享有每程$2.0或半價（以較低者為準）的票價優惠；12至64歲合資格殘疾人士使用「殘疾人士身份」個人八達通（包括「樂悠咭」），以及60至64歲香港居民使用「樂悠咭」繳付車資，均可享有每程$2.0或全費（以較低者為準）的票價優惠。 - 65歲或以上長者如使用長者或一般個人八達通繳付車資，則只可享有半價優惠；12至64歲合資格殘疾人士如不使用「殘疾人士身份」個人八達通，以及60至64歲人士如不使用「樂悠咭」繳付車資，必須繳付全費。 - 乘客可以現金或八達通於上車時付款，不設找續。 - 每位成人乘客可免費攜帶最多兩名4歲以下而不佔座位的兒童乘客乘車，超額之4歲以下小童必須繳付小童車費乘車。 - 持有「九巴月票」之乘客在車票有效期內，每日可享最多10程任何九龍巴士及龍運巴士路線（包括本路線，以及聯營路線的九龍巴士／龍運巴士提供的班次；惟乘搭機場「A」及「NA」線則可享原價二七折優惠（不會計算每天10次合資格車程））；而B1線則每日可享最多各2程（不會計算每天10次合資格車程）。 - 九龍巴士、城巴、龍運巴士及陽光巴士全職員工及家屬（不包括外判職員）可免費乘搭本路線，惟必須拍職員或職員家屬八達通。 - 乘客亦可透過多元化電子支付系統（e度嘟）繳付車資，包括使用非接觸式VISA卡、JCB卡、萬事達卡、銀聯卡、美國運通、大來國際、Discover Card、Apple Pay、Google Pay、Samsung Pay、AlipayHK「易乘碼」、支付寶、WeChatHK／微信支付「搭車碼」、銀聯雲閃付「乘車碼」及BOC Pay「乘車碼」。乘客使用此付款方式，使用此支付方式的乘客可享有中途下車之分段收費，以及與其他九巴／龍運獨營路線或聯營線九巴／龍運班次之轉乘優惠，惟不適用於與非九巴／龍運路線之轉乘優惠，亦不能享有「公共交通費用補貼計劃」及「長者及合資格殘疾人士公共交通票價優惠計劃」。 |

## 行車路線
經：新運路、上水巴士總站、龍運街、新運路、掃管埔路、雞嶺迴旋處、粉嶺公路、吐露港公路、大埔太和路、汀太路、汀角路、安慈路、大埔中心巴士總站、安慈路、安祥路、寶鄉橋、寶鄉街、廣福道、大埔公路－元洲仔段、吐露港公路、大埔公路－沙田段、城門隧道公路、城門隧道、象鼻山路、德士古道北、德士古道、荃青交匯處、青荃路、青衣北岸公路、青衣西北交匯處、青嶼幹線、北大嶼山公路、機場路、暢連路、暢達路、機場北交匯處、機場路、機場南交匯處及暢連路。
| 1                                                        | 上水站                       | 新運路                       |
| 2                                                        | 上水廣場                     | 上水巴士總站                 |
| 粉嶺公路、吐露港公路                                     |                              |                              |
| 3                                                        | 大埔公眾泳池                 | 汀太路                       |
| 4                                                        | 海寶花園                     | 安慈路                       |
| 5                                                        | 大埔中心                     | 大埔中心巴士總站             |
| 6                                                        | 大埔文娛中心                 | 安祥路                       |
| 7                                                        | 廣福道                       | 廣福道                       |
| 8                                                        | 運頭角里                     | 廣褔道                       |
| 9                                                        | 廣福邨                       | 大埔公路－元洲仔段           |
| 吐露港公路至象鼻山路；德士古道北至青衣北岸公路；青嶼幹線 |                              |                              |
| 10                                                       | 青馬收費廣場                 | 北大嶼山公路                 |
| 北大嶼山公路                                             |                              |                              |
| 11                                                       | 暢連路                       | 暢連路                       |
| 12                                                       | 一號客運大樓                 | 暢達路                       |
| 13                                                       | 暢達路                       | 暢達路                       |
| 14                                                       | 富豪機場酒店                 | 暢達路                       |
| 15                                                       | 機場（地面運輸中心）巴士總站 | 機場（地面運輸中心）巴士總站 |

## 外部連結
- 681巴士總站－龍運N42P線 （页面存档备份，存于）

1. ↑  龍運巴士於暑期期間加強服務 （页面存档备份，存于），2013年7月11日
2. ↑  龍運開辦N42P特別線 （页面存档备份，存于），龍運巴士新聞檔案，2015年7月8日。
3. ↑  龍運臨時調整機場及東涌巴士服務 (九月四日更新) （页面存档备份，存于），龍運巴士新聞檔案，2020年9月4日。
4. ↑  N42P路線取消 （页面存档备份，存于）［乘客通告］，2022年11月24日。